# Diagramma di sequenza
Un diagramma di sequenza (in inglese Sequence Diagram) è un diagramma previsto dall'UML utilizzato per descrivere uno scenario. 

Uno scenario è una determinata sequenza di azioni in cui tutte le scelte sono state già effettuate; in pratica nel diagramma non compaiono scelte, né flussi alternativi.

Normalmente da ogni diagramma di attività sono derivati uno o più diagrammi di sequenza; se per esempio il diagramma di attività descrivesse due flussi di azioni alternativi, se ne potrebbero ricavare due scenari, e quindi due diagrammi di sequenza alternativi. 

Dalla versione 2 dell'UML è stata introdotta la possibilità di indicare nello stesso diagramma anche delle sequenze alternative.

Il diagramma di sequenza descrive le relazioni che intercorrono, in termini di messaggi, tra Attori, Oggetti di business, Oggetti o Entità del sistema che si sta rappresentando.

## Messaggi
Un messaggio è un'informazione che viene scambiata tra due entità. Solitamente chi invia il messaggio, la parte attiva, è l'attore. 

Il messaggio è sincrono, se l'emittente rimane in attesa di una risposta, o asincrono, nel caso l'emittente non aspetti la risposta e questa può arrivare in un secondo momento. 

Il messaggio che viene generato in risposta ad un precedente messaggio, al quale si riferisce anche come contenuto informativo, è detto messaggio di risposta. 

Un messaggio, in cui il ricevente è nello stesso tempo l'emittente, è detto ricorsivo.